# باشگاه فوتبال دامبرتون
باشگاه فوتبال دامبرتون 
(به گیلیک اسکاتلندی: Dumbarton F.C.) یک باشگاه فوتبال در شهر دامبرتون، اسکاتلند است.
این باشگاه که در سال ۱۸۷۲ میلادی تأسیس شده، چهارمین باشگاه فوتبال قدیمی در اسکاتلند محسوب می‌شود و سابقه ۲ قهرمانی در دسته برتر فوتبال اسکاتلند و یک قهرمانی در جام حذفی فوتبال اسکاتلند را دارد.

## افتخارات
- لیگ فوتبال اسکاتلند:
  - قهرمان (۲): ۱۸۹۰–۹۱، ۱۸۹۱–۹۲
- لیگ دسته اول فوتبال اسکاتلند':'
  - قهرمان (۲): ۱۹۱۰–۱۱، ۱۹۷۱–۷۲
  - نایب قهرمان (۲): ۱۹۰۷–۰۸، ۱۹۸۳–۸۴
- لیگ دسته دوم فوتبال اسکاتلند:
  - قهرمان (۱): ۱۹۹۱–۹۲
  - نایب قهرمان (۱): ۱۹۹۴–۹۵
- لیگ دسته سوم فوتبال اسکاتلند:
  - قهرمان (۱): ۲۰۰۸–۰۹
  - نایب قهرمان (۱): ۲۰۰۱–۰۲
- جام حذفی فوتبال اسکاتلند:
  - قهرمان (۱): ۱۸۸۲–۸۳
  - نایب قهرمان (۵): ۱۸۸۰–۸۱، ۱۸۸۱–۸۲، ۱۸۸۶–۸۷، ۱۸۹۰–۹۱، ۱۸۹۶–۹۷